# Stortjärnlokarna
Stortjärnlokarna är varandra näraliggande sjöar i Strömsunds kommun i Ångermanland och ingår i Ångermanälvens huvudavrinningsområde.
- Stortjärnlokarna (Fjällsjö socken, Ångermanland, 707753-153405), sjö i Strömsunds kommun, 63°48′13″N 16°29′46″Ö / 63.8037°N 16.496°Ö
- Stortjärnlokarna (Fjällsjö socken, Ångermanland, 707766-153421), sjö i Strömsunds kommun, 63°48′18″N 16°29′57″Ö / 63.8049°N 16.4993°Ö